# Targionia bigeloviae
Targionia bigeloviae är en insektsart som först beskrevs av Cockerell 1897.  Targionia bigeloviae ingår i släktet Targionia och familjen pansarsköldlöss. Inga underarter finns listade i Catalogue of Life.